# 源深路
源深路，是中國上海市浦东新区南北向主干道路，北至滨江大道，南到杨高中路，长2.26公里。初筑张家楼到杨高路六号桥段，称张六路。1922年，疏浚咸堂浜，为纪念原浦东塘工善后局局董谢源深而命名。此道路是浦东现存唯一一条也是第一条以近代中国的人名直接命名的道路。

## 主要交汇道路（由南向北）
- 杨高中路
- 杨源路
- 浦电路、灵山路
- 潍坊路、羽山路
- 张杨路
- 商城路
- 乳山路
- 浦东大道
- 昌邑路